# Paroles et Musique (film)
Pour les articles homonymes, voir Paroles et Musique.
Pour plus de détails, voir Fiche technique et Distribution.
Paroles et Musique est un film franco-canadien écrit, réalisé et produit par Élie Chouraqui, sorti  en 1984.

## Synopsis
Jeremy et Michel forment un duo de musiciens. Ils sont amis, partagent un grand loft en région parisienne et leur passion pour la musique. Ils composent eux-mêmes les paroles et la musique de leurs chansons et les interprètent. 
Margaux est mariée à Peter, un écrivain américain célèbre. Le film commence par le départ de Peter. On comprend qu'il est écrivain quand on le voit refermer sa machine à écrire et placer son manuscrit dans un dossier qu'il emporte avec lui. Leur mariage battant de l'aile, Peter repart vivre momentanément à New York. Margaux reste seule à Paris avec ses deux enfants, de 10 et 6 ans, Charlotte et Elliot. Très engagée dans son travail dans une agence de spectacles dirigée par Yves (Jacques Perrin), elle a de plus en plus de difficultés à gérer sa vie familiale et sa vie professionnelle. Margaux propose à Yves d'étendre leurs activités à la musique ; d'abord réticent, Yves accepte car Margaux menace de démissionner. Le groupe qu'elle avait recruté pour un concert à Londres lui fait faux bond au dernier moment. Son assistante, Florence (Dominique Lavanant) engage le duo formé par Michel et Jeremy. Le concert est un succès. En leur honneur, une soirée est organisée à l'agence. C'est là que Michel rencontre Corinne (Dayle Haddon), qui s'avère par la suite être la fille d'un producteur, et que Jeremy et Margaux se rencontrent. À sa demande, Jeremy raccompagne Margaux chez elle et, après l'avoir éconduit, elle le fait tout de même entrer chez elle et ils passent la nuit ensemble. Mais Margaux ne veut pas que ses enfants, traumatisés par le départ de leur père, soient au courant de ce qu'elle considère, au début, comme une toquade sans lendemain, qu'elle met sur le compte de son désarroi d'avoir été abandonnée. Mais, après ce premier soir, Jeremy et Margaux continuent à se voir, en cachette des enfants, de leurs amis et de leur famille.
Jeremy et Michel travaillent dans un restaurant de dîners-spectacles, où ils ont un double emploi : ils alternent leur rôle de musiciens et celui de serveur au cours de la soirée. Jeremy et Michel passent de nombreuses auditions dans l'espoir de percer dans le monde du show business. Peu après, Jeremy et Michel enregistrent une maquette dans un studio d'enregistrement appartenant au père de Corinne.
Un matin, après avoir passé la nuit avec Margaux, Jeremy se réveille fiévreux et tellement faible qu'il est dans l'incapacité de se lever. Comme Margaux ne peut pas le cacher  plus longtemps à ses enfants, elle le leur présente. Charlotte, très attachée à son père, le considère immédiatement comme un intrus. Inquiète, elle ne veut pas que ses parents divorcent. Elle téléphone à son père en cachette à New York pour le mettre au courant de la situation. Son père est contrarié mais il tente de rassurer sa fille, lui disant que lorsque Jeremy sera guéri, il quittera l'appartement. Grâce à son charme et son esprit, Jeremy parvient à vaincre la réticence des enfants et il devient, pour eux, comme un grand frère. Mais Margaux n'a pas l'habitude de devoir partager sa vie à plein temps et aime trop son indépendance pour s'installer définitivement avec son amant. Après une dispute où Jérémy lui reproche son égoïsme, elle le gifle, comme elle avait fait précédemment avec sa fille, et Jérémy s'en va. Pendant toute son absence, Michel n'a eu aucune nouvelle de son copain. Il est d'autant plus inquiet qu'ils devaient passer ensemble une importante audition le jour où Jérémy est tombé malade. Il la passe finalement seul et est sélectionné.
Réconciliés, Margaux et Jeremy continuent à se voir sans se cacher mais Margaux a de plus en plus de mal à gérer son rôle de mère célibataire. Peter décide finalement de venir à Paris. Il téléphone à Margaux du Centre américain où il loge. Margaux et les enfants vont le voir. Lors d'une entrevue avec sa femme, il lui dit qu'il est prêt à tout faire pour qu'ils recommencent une vie de famille ensemble à New York. Grâce aux billets d'avion qu'il lui a remis, Margaux envoie ses enfants aux États-Unis pour les vacances d'été et, pendant ce temps,  elle tente de profiter de son temps libre avec Jeremy. Ils partent à la mer mais, au retour, en retrouvant l'appartement vide, Margaux se rend compte qu'elle ne pourra pas se passer de ses enfants. Elle finit par s'embarquer à son tour pour New York. 
De son côté, Jeremy est revenu au loft qu'il partage avec Michel. Lors d'une discussion assez rude, qui se transforme en bagarre puis en réconciliation, Michel lui reproche de ne pas lui avoir donné de ses nouvelles pendant son absence. Jeremy se remet à composer mais le cœur n'y est pas et Michel se rend compte que le départ de Margaux, dont son ami est profondément épris, occupe toutes ses pensées. Michel lui achète un billet d'avion pour qu'il aille retrouver Margaux à New York.
Arrivé à New York, Jeremy téléphone d'une cabine téléphonique située en bas de l'immeuble de Margaux à Michel pour lui dire qu'il a bien revu Margaux mais que leurs retrouvailles se sont mal passées. Margaux n'a pas accepté qu'il monte dans l'appartement où elle vit avec Peter et les enfants. A la place, elle lui a donné rendez-vous dans un café au bas de son immeuble. Lors du petit-déjeuner qu'ils prennent ensemble, Jeremy, Margaux, Peter et les enfants, Jeremy comprend que c'en est fini de leur aventure. Margaux a fait le choix de rester à New York avec sa famille.
Pour le consoler, Michel lui fait écouter au téléphone la dernière musique qu'il vient de composer.
Les efforts de Michel et de Jeremy sont récompensés, leur talent est reconnu par des milliers de fans. Corinne, qui est sincèrement amoureuse de Michel, est l'une de leurs premières admiratrices.
Le duo devient célèbre, donnant des concerts couronnés de succès.

## Fiche technique
- Titre original : Paroles et Musique
- Titre international : Love Songs
- Réalisation : Élie Chouraqui, assisté de Serge Frydman
- Scénario : Élie Chouraqui
- Photographie : Robert Alazraki
- Montage : Noëlle Boisson
- Musique : Michel Legrand et Gene McDaniels
- Production : Élie et Marie Chouraqui ; Robert Baylis (exécutif) ; Murray Shostak (délégué)

- Sociétés de production : 7 Films Cinéma, FR3 Cinéma (France) ; CIS (Canada)

- Sociétés de distribution : Acteurs auteurs associés (AAA), Soprofilms

- Pays de production :  France,  Canada
- Langues : français / anglais
- Genre : Comédie dramatique
- Format : Couleurs         (Eastmancolor) - 35 mm - 1,85:1 - son mono
- Durée : 109 min.
- Date de sortie : 
  - France : 19 décembre 1984

## Distribution
- Catherine Deneuve : Margaux Marker
- Christophe Lambert : Jeremy
- Richard Anconina : Michel
- Jacques Perrin : Yves
- Nick Mancuso : Peter Marker
- Dayle Haddon : Corinne
- Charlotte Gainsbourg : Charlotte Marker
- Franck Ayas : Elliot Marker
- Dominique Lavanant : Florence
- Nelly Borgeaud : Julie
- László Szabó : Alain
- Catherine Carel : la femme de l'agence
- Didier Hoffmann : Robin
- Inigo Lezzi : Jean-Paul
- Julie Ravix : Claire
- Lionel Rocheman : Gruber
- Yumi Fujimori : la standardiste
- Clémentine Célarié : la femme que Michel drague à la réception

## Bande originale
- From the Heart
- We Can Dance
- One More Moment (instrumental)
- Human Race
- Theme (3)
- One More Moment
- Leave It to Me
- Theme (12)
- I'm With You Now
- Psychic Flash

La BO du film a été composée par Michel Legrand et Gene McDaniels, enregistrée sous la direction de Gene McDaniels, coordination musicale Gilbert Marouani, éditions musicales HM America, label WEA. L'enregistrement a eu lieu aux M1 Recording Studios à New York avec Diamond Minds, Ted Brancato, Paul Anderson, Chris Myers, Ben Smith, Jon Goforth et Carrie Thompson.

## Distinctions
- César du cinéma 1985 :  nomination au César de la meilleure musique originale pour Michel Legrand

## Sorties DVD
- 8 octobre 2002 : DVD Zone 2 - Warner Vision France

## Autour du film
- Il s'agit du premier film de Charlotte Gainsbourg : à douze ans, elle y joue le rôle de la fille de Catherine Deneuve. Bien que la version originale soit en français, quelques dialogues sont en anglais (entre Charlotte Gainsbourg et Nick Mancuso, et entre Catherine Deneuve et Nick Mancuso).
- Dans la version originale française, Christophe Lambert et Richard Anconina sont doublés, pour les chansons, par des chanteurs américains, Guy Thomas et Carl Thompson. La voix de Christophe Lambert dans la version anglaise, n'est pas non plus la sienne[1].
- Le film a été tourné à Montréal, au Québec, (Canada) et à Paris, (France)
- Le réalisateur Élie  Chouraqui fait plusieurs apparitions dans le film : lorsque Michel (Richard Anconina) passe seul l'audition pour la comédie musicale où il chante I'm with You Now, on reconnaît distinctement la voix du réalisateur qui tient le rôle du directeur de casting. On le voit aussi ensuite dans le studio d'enregistrement.